# Uroš Slak
Uroš Slak, slovenski televizijski voditelj, novinar in pravnik, * 18. april 1971, Grosuplje

## Delo
Uroš Slak je nekdanji voditelj oddaje Trenja na POP TV ter oddaje Svet na Kanalu A. Od leta 2010 do 2013 je bil voditelj oddaje Pogledi Slovenije na Televiziji Slovenija. Medtem, ko je bil zaposlen na Televiziji Slovenije, je vodil še oddajo Odmevi.
2014 je postal operativni vodja oz. izvršni direktor združenja Slovenian business club pod predsedovanjem Marjana Batagelja, ki naj bi podjetjem pomagalo pri prodoru na tuje trge.
Od julija 2014 do janurja 2015 je Slak vodil osrednje informativne oddaje Danes na Planet TV, marca pa 2015 je prevzel vodenje informativne oddaje 24UR Zvečer. Od oktobra 2021 do konca leta 2022 je imel svojo oddajo Ena na ena, kjer je gostil znane Slovence z različnih področij.

## Zasebno življenje
Z nekdanjo partnerico, tudi TV voditeljico Petro Kerčmar (1975) imata sina Aljaža, ki se jima je rodil leta 2007.